# Kristine Lilly

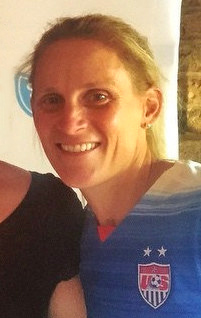
Kristine Lilly in 2015.

Kristine Marie Lilly (New York, 22 juli 1971) is een Amerikaans voormalig voetbalspeelster. Ze groeide op in Wilton en zat op de universiteit van North Carolina, waar ze in 1991 de Hermann Trophy won.
Lilly verbeterde op 21 mei 1998 het vorige record van 151 interlands in het vrouwenvoetbal, dat in handen was van de Noorse Heidi Støre. Op 30 januari 1999 verbeterde ze ook het recordaantal interlands in het mannenvoetbal, dat op dat moment met 164 op naam stond van Adnan Khalees Al-Talyani van de Verenigde Arabische Emiraten. Na de overwinning op de Olympische Zomerspelen van 2004 bij de vrouwen van de Verenigde Staten, had Lilly 282 internationale wedstrijden gespeeld, meer dan welke speler dan ook in de geschiedenis van het voetbal. Na de Team USA final 2005 op 23 oktober, had Lilly 299 internationale wedstrijden gespeeld. Op 18 januari 2006 was Lilly's 300e verschijning in een wedstrijd tegen Noorwegen, een record voor de mannen en vrouwen (in dezelfde wedstrijd nam ze de tweede plaats in met Michelle Akers voor de meest scorende persoon in hun team met 105 goals).
Anders dan verschillende van haar teamgenoten, waaronder Mia Hamm, hield Lilly er niet mee op na hun afscheidstour van de VS, die afliep op 8 december 2004. Lilly speelde haar laatste interland 0- 5 november 2010, haar 352ste. Ze scoorde 130 interlanddoelpunten.
Lilly speelde in de gestopte Women's United Soccer Association met de Boston Breakers.

## Statistieken

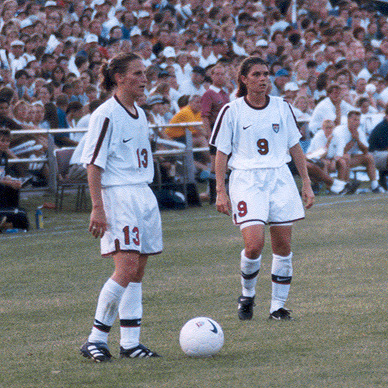
Lilly (links, met nummer 13) in 1998.

| Jaar   | Team                | Competitie | Wedstrijden gespeeld | Goals | Assists | Punten |
| ------ | ------------------- | ---------- | -------------------- | ----- | ------- | ------ |
| 1994   | Tyreso F.C.         | Zweden     |                      |       |         |        |
| 1995   | Washington Warthogs | CISL       | 6                    |       |         |        |
| 1998   | Delaware Genies     | W-League   | 4                    | 5     | 2       | 12     |
| 2001   | Boston Breakers     | WUSA       | 21                   | 3     | 10      | 16     |
| 2002   | Boston Breakers     | WUSA       | 19                   | 8     | 13      | 29     |
| 2003   | Boston Breakers     | WUSA       | 19                   | 3     | 4       | 10     |
| 2005   | KIF Örebro DFF      | Zweden     |                      |       |         |        |
| Totaal |                     |            | 63                   | 19    | 29      | 67     |

## Kampioenschappen
| Jaar | Team                         | Kampioenschappen/Medailles |
| ---- | ---------------------------- | -------------------------- |
| 1989 | University of North Carolina | NCAA National Champion     |
| 1990 | University of North Carolina | NCAA National Champion     |
| 1991 | USA WNT                      | FIFA World Cup Champion    |
| 1991 | University of North Carolina | NCAA National Champion     |
| 1992 | University of North Carolina | NCAA National Champion     |
| 1996 | USA WNT                      | Olympisch Goud             |
| 1999 | USA WNT                      | FIFA World Cup Champion    |
| 2000 | USA WNT                      | Olympisch Zilver           |
| 2004 | USA WNT                      | Olympisch Goud             |